# Willibald Borowietz
Willibald Erich Franz Josef Borowietz (* 17. September 1893 in Ratibor; † 1. Juli 1945 in Clinton, Mississippi, Vereinigte Staaten) war ein deutscher Offizier, zuletzt Generalleutnant der Wehrmacht im Zweiten Weltkrieg.

## Erster Weltkrieg
Am 5. März 1914 trat Borowietz als Fahnenjunker in die 4. Kompanie des 3. Schlesischen Infanterie-Regiments Nr. 156 der Preußischen Armee in Beuthen ein. Nach Ausbruch des Ersten Weltkriegs kam er mit dem Regiment an die Westfront. Nach einer Verwundung am 22. August bei Cutry-Ugny (Département Meurthe-et-Moselle) wurde er in ein Lazarett nach Mannheim gebracht und kam am 1. September zu seinem Regiment ins Feld zurück. Am 10. September wurde er bei Saint-André schwer verwundet, verlor das rechte Auge, kam in das Lazarett nach Breslau und fuhr zur Kur nach Bad Landeck. Am 2. Oktober 1914 wurde er zum Fähnrich befördert und kam am 15. Dezember zum Ersatzbataillon seines Regiments.
Zum 30. Dezember 1914 wurde er zur 2. Ersatzmaschinengewehrkompanie des VI. Armee-Korps in Breslau versetzt und am 22. Januar 1915 zum Leutnant befördert; das Offizierspatent wurde rückwirkend auf den 23. Juli 1913 datiert. Am 30. Januar wurde er in die Maschinengewehrkompanie des Reserve-Infanterie-Regiments Nr. 271 versetzt und am 1. Juni zum Kompanieführer ernannt. Nach einem Urlaub kehrte er am 18. August zum Regiment zurück, wo er am 2. September 1915 am Auge erkrankte. Er erhielt eine neue Augenprothese und wurde vom 17. bis 25. März 1916 nach Breslau beurlaubt. Nach der Genesung kehrte am 27. März zum Regiment zurück.
Ab dem 22. Mai übernahm er die Führung des Maschinengewehr-Scharfschützentrupps Nr. 123 im Reserve-Infanterie-Regiment Nr. 269. Danach wurde er am 1. Oktober 1916 zum Führer der 3. Kompanie der Maschinengewehr-Scharfschützen-Abteilung 41 ernannt und am 21. Juni 1917 zu der Gewehr-Prüfungskommission nach Spandau-Ruhleben abkommandiert. Nach weiteren Einsätzen als Kompanieführer folgte am 21. Juni 1918 die Versetzung in das 3. Schlesische Infanterie-Regiment Nr. 156 in Beuthen, wo er am 1. Juli stellvertretender Ordonnanzoffizier wurde. Nach einigen Dienststellungen im Regimentsstab folgte am 18. Oktober die Beförderung zum Oberleutnant. Nach einer Erkrankung kam er am 29. Oktober 1918 ins Reservelazarett in Wiesbaden und erlebte dort das Kriegsende. Für seine Leistungen während des Krieges war Borowietz mit beiden Klassen des Eisernen Kreuzes sowie dem Verwundetenabzeichen in Schwarz ausgezeichnet worden.

## Zwischen den Weltkriegen
Von dem Lazarett Wiesbaden wurde Borowietz in das Hilfslazarett in Wittenberg verlegt, kam am 9. November 1918 wieder zum Ersatzbataillon des Regiments und war seit dem 29. November Kompanieführer der 2. Kompanie des Ersatzbataillons im Infanterie-Regiment Nr. 156 in Beuthen. Im Jahr 1919 wurde er zuerst im Schlesischen Grenzschutz eingesetzt, im Oktober 1919 aus der Armee entlassen und trat dann als Oberleutnant der Polizei in die Schutzpolizei in Breslau ein. Am 11. August 1931 wurde er an der Höheren Polizeischule Potsdam-Eiche zum Major der Polizei befördert. Im Februar 1934 wurde er zum Kommandeur der Technischen Landespolizeischule Berlin ernannt und seit 1. Oktober 1935 wurde er Major beim Stab der Kraftfahrkampftruppenschule in Wünsdorf und damit als Ergänzungsoffizier in die Wehrmacht übernommen und am 12. Oktober 1937 zum Stab der Panzertruppenschule versetzt.
Seine Ehefrau Eva Borowietz nahm sich im Oktober 1938 in Berlin das Leben;

„Eva Borowietz, geb Levin / Ledien (25.9.1896–26.10.1938) („Freitod“). Eva Borowietz entstammte ebenfalls der Wittenberger Juristenfamilie Levin / Ledien. (…) Mit dem Wehrmachtsmajor Willibald Borowietz verheiratet, nimmt sie sich im Oktober 1938 in Berlin das Leben „um ihm und ihren drei Kindern das Leben zu erleichtern“. (…) Der nach den NS-Rassengesetzen als „Halbjude“ geltende Sohn Jochen fällt als Soldat 1940. Nach dem Tod der Mutter wurden die Kinder infolge der Position des Vaters als „Ehrenarier“ anerkannt.“

Im Februar 1939 wurde Major Borowietz zum Chef der Schnellen Truppen im OKH abkommandiert und Anfang September 1939 zum Kommandeur der Panzerabwehr-Abteilung 50 (→ 4. Leichte Division) ernannt.

## Zweiter Weltkrieg
Anfang September 1939 führte Major Borowietz die Panzerabwehr-Abteilung 50 im Überfall auf Polen an. Die Einheit wurde in Panzerjäger-Abteilung 50 umbenannt und er am 1. April 1940 zum Oberstleutnant befördert. Im Mai 1940 führte er die Einheit in den Westfeldzug, wurde im Februar 1941 zu den aktiven Offizieren überführt und im April 1941 wurde er mit der Panzerjäger-Abteilung 50 im Balkanfeldzug eingesetzt. Am 12. April wurde ihm die Anerkennungsurkunde des Oberbefehlshabers des Heeres für hervorragende Leistungen auf dem Schlachtfeld verliehen und er wurde im Wehrmachtbericht namentlich genannt:
„Bei dem Vorstoß einer Panzerdivision auf Üsküb am 6. und 7. April haben sich Oberst Apell, Kommandeur einer Schützenbrigade, und Oberstleutnant Borowietz, Kommandeur einer Panzerjägerabteilung, besonders ausgezeichnet.“
Am 10. Juni wechselte er zum Kommandanten des Schützen-Regiments 10 und führte es Ende Juni 1941 im Ostfeldzug beim Angriff auf Südrussland. Im Juli 1941 wurde ihm das Ritterkreuz des Eisernen Kreuzes verliehen, im Februar 1942 wurde er zum Oberst befördert und am 14. Juni wurde ihm das Deutsche Kreuz in Gold verliehen. Das Schützen-Regiment 10 wurde zum Panzergrenadier-Regiment 10 umbenannt, Oberst Borowietz gab am 5. Oktober 1942 sein Kommando ab und wurde in die Führerreserve versetzt.
Am 10. November 1942 wurde Oberst Borowietz zum Kommandeur der 10. Panzergrenadier-Brigade ernannt, etwa eine Woche später übernahm er nach Generalleutnant Gustav von Vaerst die Führung der 15. Panzer-Division in Nordafrika, wurde am 1. Januar 1943 zum Generalmajor befördert und zu deren Kommandeur ernannt. Im Februar 1943 führte er Gegenangriffe im Raum Gafsa-Thelepte bis zum Kasserinpass. Am 10. März 1943 wurde ihm das Eichenlaub Nr. 235 zum Ritterkreuz des Eisernen Kreuzes verliehen – zugleich ergab er sich in Tunesien und wurde amerikanischer Kriegsgefangener. Am 11. März wurde er namentlich im Wehrmachtbericht ernannt:
„Auf dem afrikanischen Kriegsschauplatz haben sich die leichte Afrika-Division unter der Führung von Generalleutnant Graf Sponeck und die 15. Panzer-Division unter Führung von Generalmajor Borowietz besonders ausgezeichnet.“
Nach der Kapitulation und Gefangennahme wurde er am 15. Mai 1943 zum Generalleutnant befördert – sein Rangdienstalter wurde dabei auf den 1. Mai 1943 zurückdatiert. Er wurde als Kriegsgefangener in die Vereinigten Staaten in Prisoner of War Camp (POW) in Clinton, Hinds County (Mississippi) gebracht. Dort beging er am 1. Juli 1945 Selbstmord durch Stromschlag in einer Badewanne. Als offizielle Todesursache wurde eine Hirnblutung angegeben. Die Beisetzung fand einige Tage danach in Fort Benning statt.
Trotz seiner Kriegsgefangenschaft tauchte er aufgrund seiner jüdischen Ehefrau und seiner drei Kinder im Oktober 1944 auf einer Liste von aktiven Offizieren, welche selbst oder ihre Ehefrauen von Hitler vor dem Attentat auf ihn als deutschblütig erklärt wurden, auf.

## Auszeichnungen
- 1936: Ungarische Weltkriegs-Erinnerungsmedaille mit Schwertern
- 1938: Bulgarische Kriegserinnerungsmedaille 1915/1918 mit Schwertern
- 1939: Spange zum Eisernen Kreuz 2. Klasse
- 1940: Spange zum Eisernen Kreuz 1. Klasse
- 1941: Anerkennungsurkunde des Oberbefehlshabers des Heeres für hervorragende Leistungen auf dem Schlachtfeld
- 1941: Allgemeines Sturmabzeichen
- 1941: Ritterkreuz des Eisernen Kreuzes
- 1942: Medaille Winterschlacht im Osten 1941/42
- 1942: Deutsches Kreuz in Gold
- 1943: Ärmelband Afrikakorps
- 1943: Eichenlaub zum Ritterkreuz des Eisernen Kreuzes
- 1943: Italienische Tapferkeitsmedaille in Silber

## Mitwirkung
- mit Erich Meyer und Ewald Sellien: Schule und Luftschutz. Im Auftrage des Reichsluftfahrtministeriums. R. Oldenbourg Verlag, München 1934, DNB 575107804.